# タテガミヤマアラシ
タテガミヤマアラシ（Hystrix cristata）は、哺乳綱齧歯目ヤマアラシ科ヤマアラシ属に分類される齧歯類。別名アフリカタテガミヤマアラシ。イタリア、北アフリカおよびサハラ砂漠以南のアフリカに分布する。

## 分布
地中海沿岸にはヨーロッパ側でイタリア半島とシチリア島に、北アフリカ側でアルジェリアからチュニジア、モロッコにかけて分布する。リビアでも記録があるが、エジプトでは絶滅した。サハラ砂漠以南にはセネガルからカメルーン、タンザニア、エチオピアなどに横断して分布するが、中央アフリカ共和国とコンゴ民主共和国での生息状況は不明。海抜0mからモロッコのアンティアトラス山脈の標高2550mに生息していることが確認されている。化石記録からイタリアの個体群を在来種とする説があるが、本種と化石種を別種とする説もあり、現生個体群は古代末期から中世初期にイタリアに持ち込まれたと考えられている。

## 形態
頭胴長（体長）60 - 93センチメートル、尾長8 - 17センチメートル、体重10 - 30キログラム。
ほぼ全身が濃い茶色や黒色の毛で覆われており、頭から背中にかけて毛が盛り上がっている部分がタテガミに見えることからこの名前がついた。体の側面から後ろにかけて長さ35cmほどの丈夫な針状の毛を持つ。この毛は身を守るために使われ抜けやすく、通常は白黒の縞模様である。短い尾から末広がり状に生えた毛は中が空洞になっていて、これを振動させることでガラガラとした音を出して威嚇する。
前足の指は4本が発達して爪があり、親指は退化している。後ろ足は5本の指を持つ。前足には肉球があり前傾姿勢で歩行する。目と耳は小さい。頭蓋骨の特徴としては第一に、眼窩下孔が大きく拡大し、咬筋の一部がそこから伸びて鼻の前方側面に付着していること、第二に、下顎の角突起が屈曲していること、第三に、鼻腔が拡大していることである。

## 分類
ヤマアラシ属Hystrixの模式種。属内ではケープタテガミヤマアラシH. africaeaustralisやインドタテガミヤマアラシH. indicaとともにHystrix亜属に分類されている。

## 生態
陸生哺乳類であり夜行性。木に登ることはあまりなく泳ぐことができる。オス1匹とメス1匹でつがいを作り長期間にわたり子育てをする。小さな家族で群れを作り、この群れは成体のつがいと年齢の異なる子供の個体で構成される。
身を守るために針状の毛を大きく広げ自分を大きく見せたり、後ろ向きに突進して攻撃する。この攻撃はライオン、ヒョウ、ハイエナなどの捕食者や人間を殺傷することもある。

### 食性
基本的に植物の根や葉を食べる草食性だが昆虫や小型の脊椎動物や腐肉を食べることもある。カルシウムを摂取したり歯を研ぐために巣穴の外で見つけた他の動物の骨をかじる。餌を探すために長距離を移動することもある。

### 繁殖
通常、メスは1年に1回子供を産む。平均66日間の妊娠期間を経て、草を敷き詰めた巣穴の中で1-2匹の子供を産む。子供は約1000g前後で生まれ、これは母親の体重の約5％に相当する。子供は生後約1週間ほどで巣穴から出るようになり、この頃に毛は硬くなり始める。これらのデータは基本的に飼育下において得られたものである。

## フォークロア: シエナのパリオ
ヤマアラシは、シエナ市の領土を構成する17のコントラーデの1つを象徴しています。 このコントラーダは大きな困難の時期を迎えており、2024年8月17日の出来事により、浄化の過剰さからまもなく廃止される予定です。

## 人間との関係
日本では、1977年に札幌市円山動物園で初めて繁殖に成功し、累代繁殖した個体が日本各地の動物園に分与されている。